# Cymodoceaceae
Las  cymodoceáceas (nombre científico Cymodoceaceae) son una familia de plantas marinas monocotiledóneas, de climas más o menos templados, en especial presentes en Australia. La familia está pobremente estudiada y quizás deba ser fusionada con Ruppiaceae, familia de la que es difícil de distinguir. La familia es reconocida por sistemas de clasificación modernos como el sistema de clasificación APG III (2009) y el APWeb (2001 en adelante). Las hojas de la familia son serruladas en la punta, la inflorescencia es una cima, las flores solitarias o en grupos encerrados por brácteas, no tienen perianto, cuando las plantas son dioicas, las flores masculinas poseen dos estambres con filamento, y las femeninas dos carpelos.
Junto con Posidoniaceae, Zosteraceae e Hydrocharitaceae forman praderas marinas que albergan complejos ecosistemas oceánicos, por ello son llamadas "pastos marinos".

## Descripción
Introducción teórica en Terminología descriptiva de las plantas
Son hierbas perennes, glabras, creciendo inmersas en aguas marinas; tallos dimorfos, los inferiores monopódicos y rizomatosos con tallos cortos y erectos en los nudos, los erectos con 1–pocas hojas; plantas dioicas. Hojas alternas o subopuestas, divididas en lámina y vaina; vaina más persistente que la lámina, dejando una cicatriz circular al desprenderse, estipulada, biauriculada, con 3–varios nervios paralelos y con escamas membranáceas infravaginales en las axilas, ápice obtuso, agudo o 2–3-dentado. Inflorescencia cimosa o de flores solitarias, sin espata; perianto ausente; flores estaminadas subsésiles o pedunculadas, formadas de 2 anteras, éstas connadas dorsalmente al menos en parte de su longitud y unidas a los pedúnculos en el mismo nivel o en niveles diferentes, 4-loculares y con dehiscencia longitudinal, polen filamentoso; flores pistiladas sésiles o subsésiles, formadas de 2 carpelos libres, cada uno con un estilo ocasionalmente dividido en 2–3 estigmas, óvulo 1 por carpelo, péndulo. Fruto como aquenio con pericarpo lapiloso, o como drupa con endocarpo lapiloso y mesocarpo carnoso; semillas solitarias.

## Taxonomía
Introducción teórica en Taxonomía
Véase también Filogenia
La familia fue reconocida por el APG III (2009), el Linear APG III (2009) le asignó el número de familia 42. La familia ya había sido reconocida por el APG II (2003).
Lista de géneros sensu APWeb (visitado en enero del 2009):
- Amphibolis
- Cymodocea
- Halodule
- Syringodium
- Thalassodendron